# Дайрон Роблес
Дайрон Роблес  (ісп. Dayron Robles, 19 листопада 1986) — кубинський легкоатлет, олімпійський чемпіон.

## Виступи на Олімпіадах
| Олімпіада  | Дисципліна                    | Місце |
| ---------- | ----------------------------- | ----- |
| Пекін 2008 | біг на 110 метрів з бар'єрами | 1     |